# Amber Cecilia
Amber Cecilia – morski statek badawczy od 2022 należący do polskiego armatora Amber Offshore i podnoszący polską banderę.
Zbudowany został w 1974 roku w holenderskiej stoczni Waterhuizen J. Pattje. Statek przechodził przebudowy w latach 1985, 1994, 1995, oraz ostatnią w roku 2015 kiedy to został wyposażony w system dynamicznej stabilizacji pozycji statku produkcji firmy Navis.
Amber Cecilia jest wielozadaniowym statkiem badawczym przygotowanym do prowadzenia działań m.in. takich jak badania geotechniczne i geofizyczne, operacje ROV / UXO, CPT, vibrosonda i sejsmika.
Poprzednie nazwy: Normand Produce (1974), Sølvbas (1985), Ocean Produce (2006), Cecilia (2015), Northern Cecilia (2021).